# تشارلز آيزنشتاين
تشارلز آيزنشتاين (15 نوفمبر 1967 - ) (بالإنجليزية: Charles Eisenstein)‏ هو فيلسوف ومحاضر أمريكي. يعتبر منظرا هاما بحركة احتلوا.
له مجموعة من المؤلفات؛ مثل: صعود الإنسانية (2007)، الاقتصاد المقدس (2011)

## حياته
ولد آيزنشتاين سنة 1967، وتخرج من جامعة ييل في عام 1989 بشهادة في الرياضيات والفلسفة. عاش في تايوان حيث عمل مترجما. يعيش حاليا في آشفيل (كارولاينا الشمالية).

## روابط خارجية
- الموقع الرسمي